# Krafft (cráter)

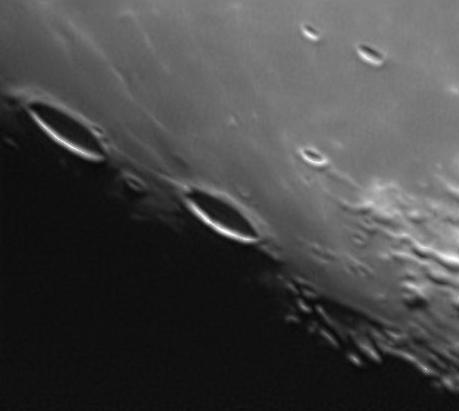
Krafft (izquierda) y Cardanus (centro) cerca del terminador, desde la Tierra. También es visible la Rima Cardanus entre ambos y el cráter Galilaei más allá.

Krafft es un prominente cráter de impacto lunar localizado cerca del borde occidental del Oceanus Procellarum. Al norte se encuentra la llanura amurallada inundada de lava del cráter Eddington. Casi al sur se halla el cráter Cardanus, conectados por una cadena de 60 kilómetros de largo de cráteres conocida como Catena Krafft.
|  |

Krafft tiene forma circular y un borde afilado, con una muralla en el exterior, y ningún pico central. Se localizan varios cráteres asociados cerca de su borde sur que son notables por su tamaño en relación con las dimensiones de Krafft.

## Cráteres satélite
Por convención estos elementos son identificados en los mapas lunares poniendo la letra en el lado del punto medio del cráter que está más cercano a Krafft.
|        | \| Krafft \| Coordenadas \| Diámetro \| \| ------ \| ----------------------------- \| -------- \| \| C \| 16°24′N 72°18′O / 16.4, -72.3 \| 13 km \| \| D \| 15°06′N 73°18′O / 15.1, -73.3 \| 12 km \| \| E \| 15°54′N 71°42′O / 15.9, -71.7 \| 10 km \| \| H \| 17°00′N 77°48′O / 17.0, -77.8 \| 15 km \| \| K \| 16°30′N 74°30′O / 16.5, -74.5 \| 11 km \| \| L \| 16°00′N 76°18′O / 16.0, -76.3 \| 20 km \| \| M \| 17°48′N 75°30′O / 17.8, -75.5 \| 10 km \| \| U \| 17°12′N 64°42′O / 17.2, -64.7 \| 3 km \| |          |
| Krafft | Coordenadas | Diámetro |
| C      | 16°24′N 72°18′O / 16.4, -72.3 | 13 km    |
| D      | 15°06′N 73°18′O / 15.1, -73.3 | 12 km    |
| E      | 15°54′N 71°42′O / 15.9, -71.7 | 10 km    |
| H      | 17°00′N 77°48′O / 17.0, -77.8 | 15 km    |
| K      | 16°30′N 74°30′O / 16.5, -74.5 | 11 km    |
| L      | 16°00′N 76°18′O / 16.0, -76.3 | 20 km    |
| M      | 17°48′N 75°30′O / 17.8, -75.5 | 10 km    |
| U      | 17°12′N 64°42′O / 17.2, -64.7 | 3 km     |